# Sergio Galliani
Sergio Martín Galliani Chavarry (Lima, 5 de febrero de 1967) es un actor, baterista y presentador de televisión peruano. Ha ganado mayor reconocimiento por su papel antagónico como Miguel Ignacio de las Casas en la serie de televisión Al fondo hay sitio, además de ser integrante de la banda de punk y rock cómico Chabelos.

## Carrera artística
Es hijo de Luis Galliani Tarazona y de María Chavarry Castañeda. Estudió en el Club de Teatro de Lima, en el TUC y siguió talleres con Alberto Ísola. Empezó su carrera en el teatro y luego de seis años ingresó a la televisión en la telenovela Natacha en el rol de Nicolás Harris, el Gringo, jefe de una pandilla juvenil amantes de rock. En 1991, participó en Velo negro, velo blanco y el siguiente año en la miniserie La Perricholi en el papel del joven inventor Santiago de Cárdenas.
Debutó como presentador en 1994 en el programa Locademia de TV, junto con Marisol Aguirre. Para musicalizar el programa, Galliani formó la banda Ivonne y los Mercantiles. Seguidamente protagonizó la telenovela Tribus de la calle, y participó en Escándalo, Polvo para tiburones, Luz María y Secretos.
En 1999 actuó en Girasoles para Lucía y Lluvia de arena, y en el cine participó en Pantaleón y las visitadoras de Francisco Lombardi. En el año 2000 actuó en Pobre diabla y tuvo una breve participación en el filme Ciudad de M.
En 2001 formó la banda de punk-rock Chabelos, junto con los también actores Giovanni Ciccia y Paul Vega, en la cual toca la batería. Al año siguiente, actuó en las películas Django: la otra cara y Silencio. En simultáneo, se dedicó a la locución y conducción de programas musicales interactivos como Radio Insomnio, Sin nombre y Miles de tontos.
En 2006 estelarizó las obras de teatro Se busca un payaso, El enfermo imaginario y Morir de amor. En 2007 protagonizó las miniseries El profe y Tiro de gracia, y actuó en La gran sangre: la película.
El mismo año, Galliani ingresó al libro Guinness de los récords al permanecer 47 horas y 10 minutos seguidos conduciendo el videochat más largo de la historia, en los estudios de Terra Perú.
En 2008 protagonizó la película El Inquisidor, grabada en Chile y dirigida por Joaquín Eyzaguirre. El mismo año concursó en el programa de telerrealidad Bailando por un sueño, donde obtuvo el cuarto puesto. Galliani clasificó para la última temporada llamada Los reyes de la pista, donde ocupó el octavo lugar. También presentó el programa Megaproyectos del Perú por TV Perú.
En 2009 empezó a laborar en la serie Al fondo hay sitio, de América Televisión, en el rol de Miguel Ignacio de las Casas. En teatro, ese año, estuvo en La pareja dispareja y Boeing Boeing.
En diciembre de 2010, participó en el espectáculo navideño Navidad HSBC, presentado en la plaza San Martín.
En 2011 actuó en la obra ¿Y dónde está el tenor? y a fines de año condujo el programa nocturno A las once empieza la noche. En ese mismo año, fundó la Escuela Integral de Actuación Ensamble, de la que es propietario.
Regresó a la radio con el programa Sergio en el oasis, por Radio Oasis. Entre mayo y agosto de 2012, participó en el musical Hairspray como Edna Turnblad, dirigido por Juan Carlos Fisher en el Teatro Peruano Japonés. La temporada durará hasta agosto del mismo año.
Galliani debutó como director de teatro presentando la obra La chica de la torre de marfil, en mayo de 2013.
Galliani participó en la lectura dramatizada Katrina Kunetsova y el clítoris gigante en el festival Sala de parto de Teatro La Plaza.
En 2014 protagoniza la obra Frankie y Johnny y asumió la conducción del programa de telerrealidad El impostor. Tras participar en el montaje teatral La tiendita del horror, empieza a trabajar y ensayar una serie de obras que irá dirigiendo durante fines de 2014 y todo 2015 en su propio teatro, Ensamble, donde actualmente dicta clases a jóvenes. Sus labores las compartió con su actuación en la sexta temporada de la serie Al fondo hay sitio y los conciertos por todo el país con su banda de punk-rock, Chabelos, con la que recorre constantemente todo el país para realizar sus espectáculos.
En mayo de 2017, después del final de Al fondo hay sitio, condujo el programa Qué tal sorpresa, junto con la cantante y actriz Maricarmen Marín, por la televisora peruana Latina Televisión.
En 2020, fue un antagonista principal en la telenovela Princesas, donde interpretaba a Carlos La Torre. En ese mismo año, lanzó su propio canal web denominado Viajando ando con Sergio Galliani. Asimismo, se dedicó a operar servicios del sector transporte.

## Radio Insomnio
En 1998, Galliani incursionó en radio conduciendo Radio Insomnio, programa de medianoche que incluyó música y conversaciones con la audiencia. Fue uno de los mayores espacios de difusión del rock nacional, lo cual dio inicio al evento musical Desgraciadazo. Debido a su éxito, Gallani pasó a Frecuencia Latina en 2002 con su programa TV Insomnio. Uno de los hitos en ese programa fue la presentación en señal abierta de la banda Zen.
En 2004, se fundó RadioInsomnio.com, su plataforma en vivo por Internet, de la que es director y gerente. En 2012, el programa principal pasó a estrenarse en esa plataforma con la participación del productor Pedro Arévalo. Sin embargo, en 2013, el programa se canceló y su estudio pasó a manos de la empresa Liderman, afiliada al programa Alto al crimen.
En 2024, el actor nacional anunció el relanzamiento del programa televisivo.

## YouTube
| Canales                           | Años          |
| --------------------------------- | ------------- |
| Viajando ando con Sergio Galliani | 2020-presente |

## Vida personal
Galliani contrajo matrimonio el 11 de febrero de 2010 con la actriz Connie Chaparro. Su hijo Nicola Galliani, nació el 18 de mayo de 2011.
Galliani tiene cuatro hijas, fruto de su relación con la terapeuta Claudia Lecca. Una de ellas, Airam Galliani, se desempeña en la actualidad como actriz de cine, teatro y televisión.

## Filmografía

### Series y telenovelas
- Natacha (1990) como Nicolás Harris, el Gringo
- Velo negro, velo blanco (1991)
- La Perricholi (1992), como Santiago de Cárdenas
- Tribus de la calle (1996), como Lucas
- Escándalo (1997), como Héctor Masselli
- Polvo para tiburones (1997)
- Luz María (1998), como Enrique
- Secretos (1998), como Aurelio Fuentes
- Girasoles para Lucía (1999), como Honor
- Pobre diabla (2000), como Garabán
- Con los pelos de punta (2000), como Ludovico
- Mil oficios (2004)
- Misterio (2004), como Carlos
- Tormenta de pasiones (2005), como Simón
- Camote y Paquete, aventura de Navidad (2006-2007)
- El profe (2007), como Gonzalo Arana
- Mi problema con las mujeres (2007), como Martín
- Rita y yo (2007), como Max
- Tiro de gracia (2007), como Chuncho Fresco
- Así es la vida (2008), como Antonio (recurrente)
- Los del barrio (2008), como Simón
- Nunca seremos músicos (2008), como él mismo
- Calle en llamas (2008)
- Magnolia Merino (2008), como el Rayo Córdova
- Al fondo hay sitio (2009-2016, 2024-2025) como Miguel Ignacio de las Casas.
- El último bastión (2018), como Francisco Robles
- Los Vílchez (2019), como Javier Sánchez
- Mira quién baila (2019), como él mismo
- Princesas (2020-2021) como Carlos La Torre.
- Junta de vecinos (2021-2022) como Américo Collareta.
- La rosa de Guadalupe Perú (2025) como Gonzalo (Episodio: Le llamaban esclava).
- Brujas (2025) como Carlos La Torre.

### Programas de TV
- Aplausos (1991), como presentador
- Locademia de TV (1994), como prentador
- TV insomio (2002)
- Desde tu butaca (2006-2007)
- Megaproyectos del Perú (2008)
- Bailando por un sueño (2008), como participante, 4.º puesto
- Bailando por un sueño: los reyes de la pista (2008), como participante, 8.º puesto
- A las once empieza la noche (2011)
- Pequeños gigantes (2013), como juez invitado
- El impostor (2014), como presentador
- ¡Qué tal sorpresa! (2017-2019), como presentador

### Películas
- Nunca más lo juro (1991)
- Cosas de niños (1991)
- Pantaleón y las visitadoras (1999)
- Django: la otra cara (2002), como Maco
- Silencio (2002)
- Motivos para el exilio (2004), como Cristian
- Paloma de papel (2003), como Wilmer
- El rincón de los inocentes (2005)
- La gran sangre: la película (2007), como Santos
- Condominio (2007)
- El inquisidor de Joaquin Eyzaguirre (2014)
- Cebiche de tiburón (2017), como el Toyo Sordo
- Gemelos sin cura (2017), como el Loco Daniel
- Django: Sangre de mi sangre (2018), como Maco
- Vivo o muerto: el expediente García (2024) como Marco

## Teatro
- ¿Quién teme a Virginia Woolf? (1990)
- Víctor o los niños al poder (1990-1991)
- La conquista del Polo Sur (1991)
- Te juro Juana que tengo ganas (1991)
- Belenes, Sofocos y Trajines (1991)
- El viaje de un barquito de papel (1992)
- Ardiente paciencia (1992)
- Baño de caballeros (1997)
- Carmina Burana (1997)
- El cíclope (1998)
- Como te dé la gana (1998)
- La fiera domada (2000)
- Hamlet (2000)
- La importancia de llamarse Ernesto (2004)
- Se busca un payaso (2006)
- El enfermo imaginario (2006)
- Morir de amor (2006)
- Art (2008)
- El misterio de Irma Vap (2007)
- El retrato de Dorian Gray (2008)
- El niño que cayó dentro de un libro (2008)
- Pinocchio (2008)
- La pareja dispareja (2009)
- Boeing Boeing (2009)
- Cocina y zona de servicio (2010), como Javier.
- Extras (2010)
- La Navidad HSBC (2010), como el señor Girnalda.
- ¿Y dónde está el tenor? (2011)
- Hairspray (2012), como Edna Turnblad.
- La chica de la torre de marfil (2013), como director.
- Pareja abierta (2013), como director.
- Frankie y Johnny (2014), como Johnny.
- La tiendita del horror (2014)
- El crédito (2015)[28]
- La verdad (2023)[29]

## Discografía
Álbumes de estudio con Chabelos
- KKQLOPDOPIS (2001)
- La venganza del maní asesino (2004)
- Seko! (2006)
- Nunca seremos músicos (2008)

Álbumes recopilatorios con Chabelos
- Glandes éxitos (2010)

## Premios y nominaciones
| Año  | Premio                       | Categoría         | Trabajo            | Resultado |
| ---- | ---------------------------- | ----------------- | ------------------ | --------- |
| 2011 | Premios Luces de El Comercio | Mejor actor de TV | Al fondo hay sitio | Ganador   |
| 2014 | Premios Luces de El Comercio | Mejor actor de TV | Al fondo hay sitio | Nominado  |
| 2015 | Premios Luces de El Comercio | Mejor actor de TV | Al fondo hay sitio | Ganador   |